# Гесден
Гесден (нід. Heusden) — муніципалітет у Нідерландах, у провінції Північний Брабант.

## Населені пункти муніципалітету
Міста
- Гесден
- Влеймен
- Дрюнен

Села
- Аудгесден
- Гарстег
- Гедікгейзен
- Герпт
- Гесбен
- Дуверен
- Елсгаут
- Нюкейк

## Топографія
Нідерландська топографічна карта муніципалітету Гесден, червень 2015 року

## Визначні мешканці
- Гендрик Меркус де Кок (1779 – 1845) — нідерландський військовий і політичний діяч, Генерал-Губернатор Нідерландської Ост-Індії

## Галерея

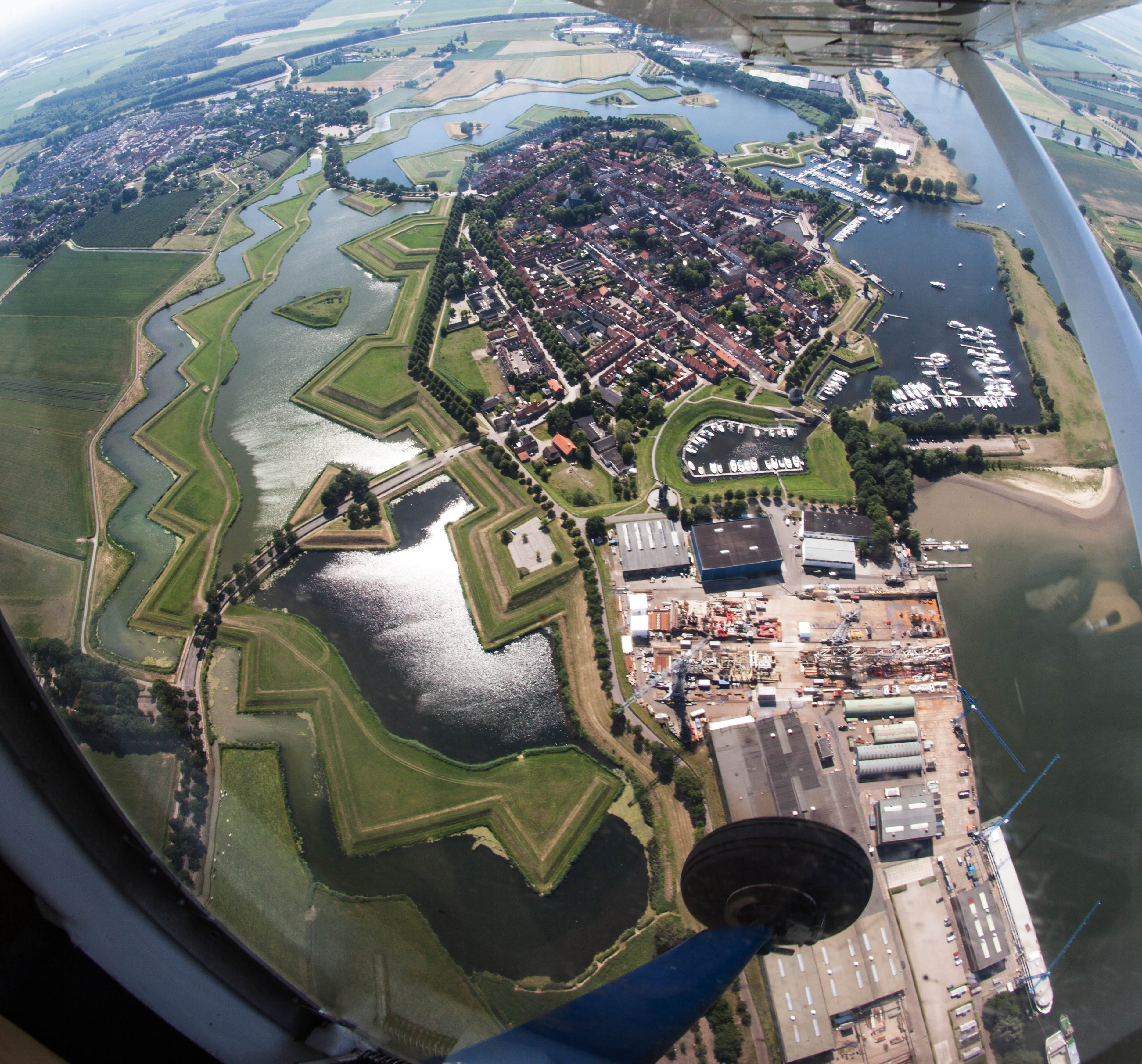
Фортифікації Гесдена
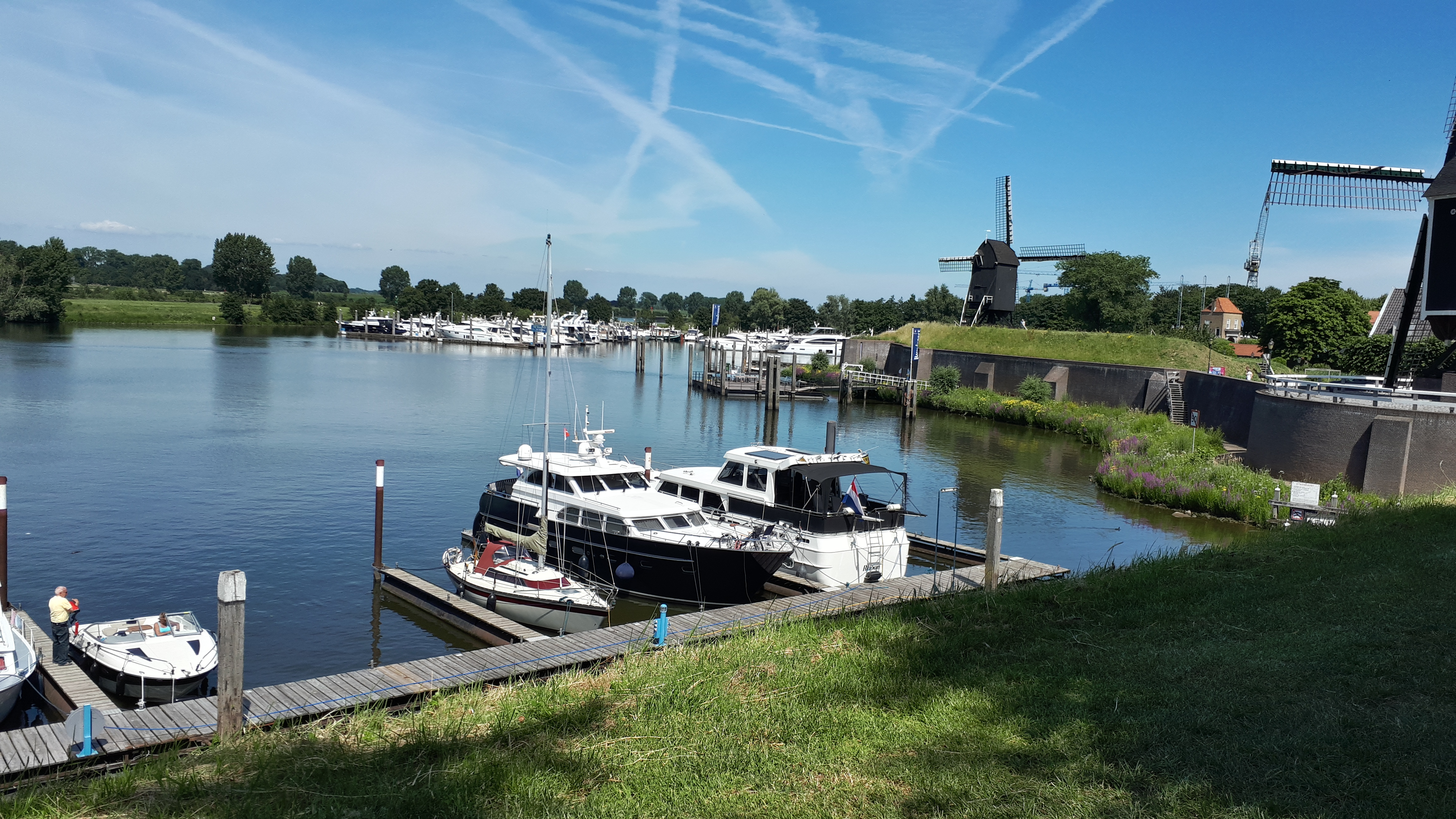
Марина в Гесдені
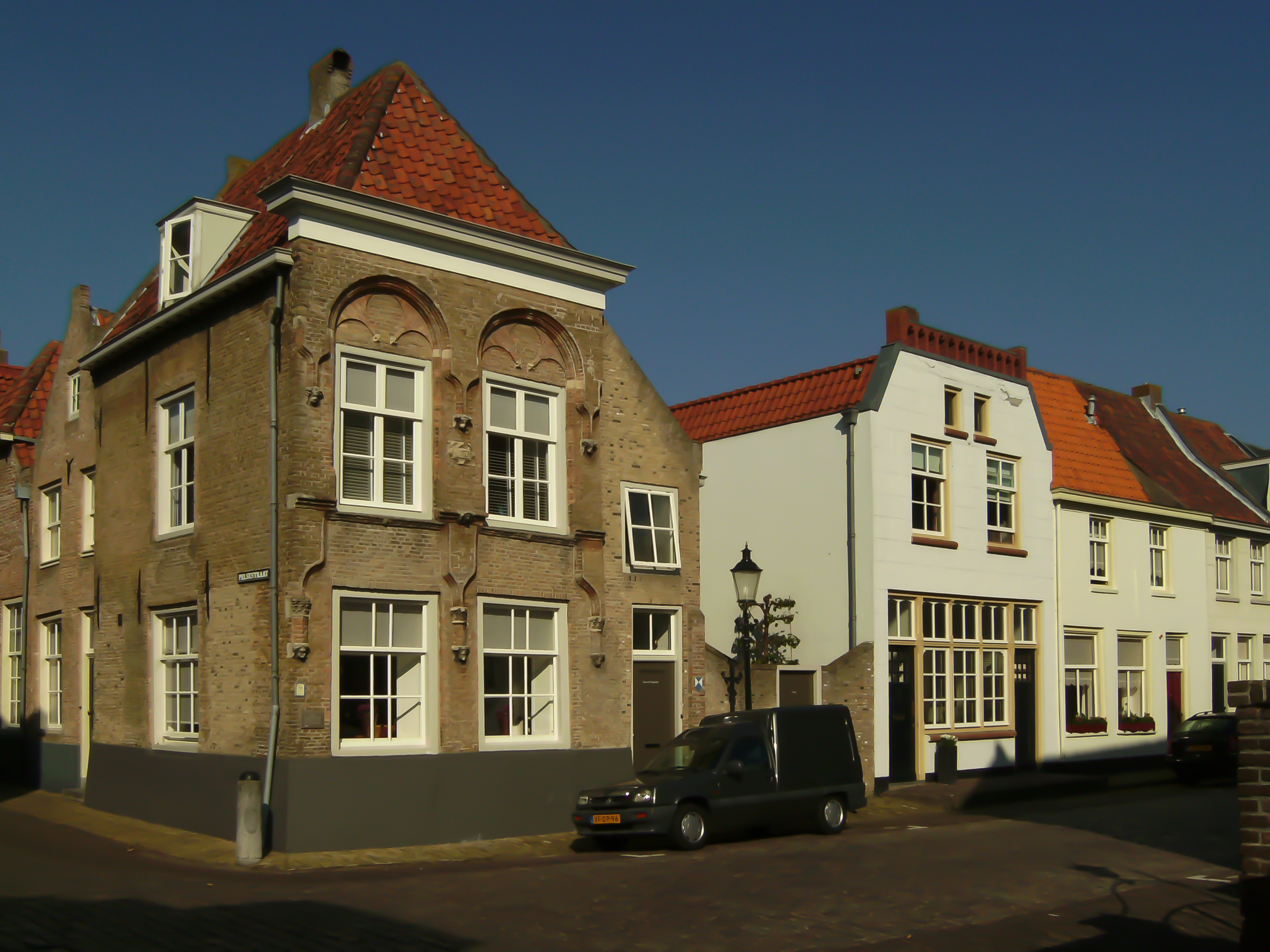
Міська забудова
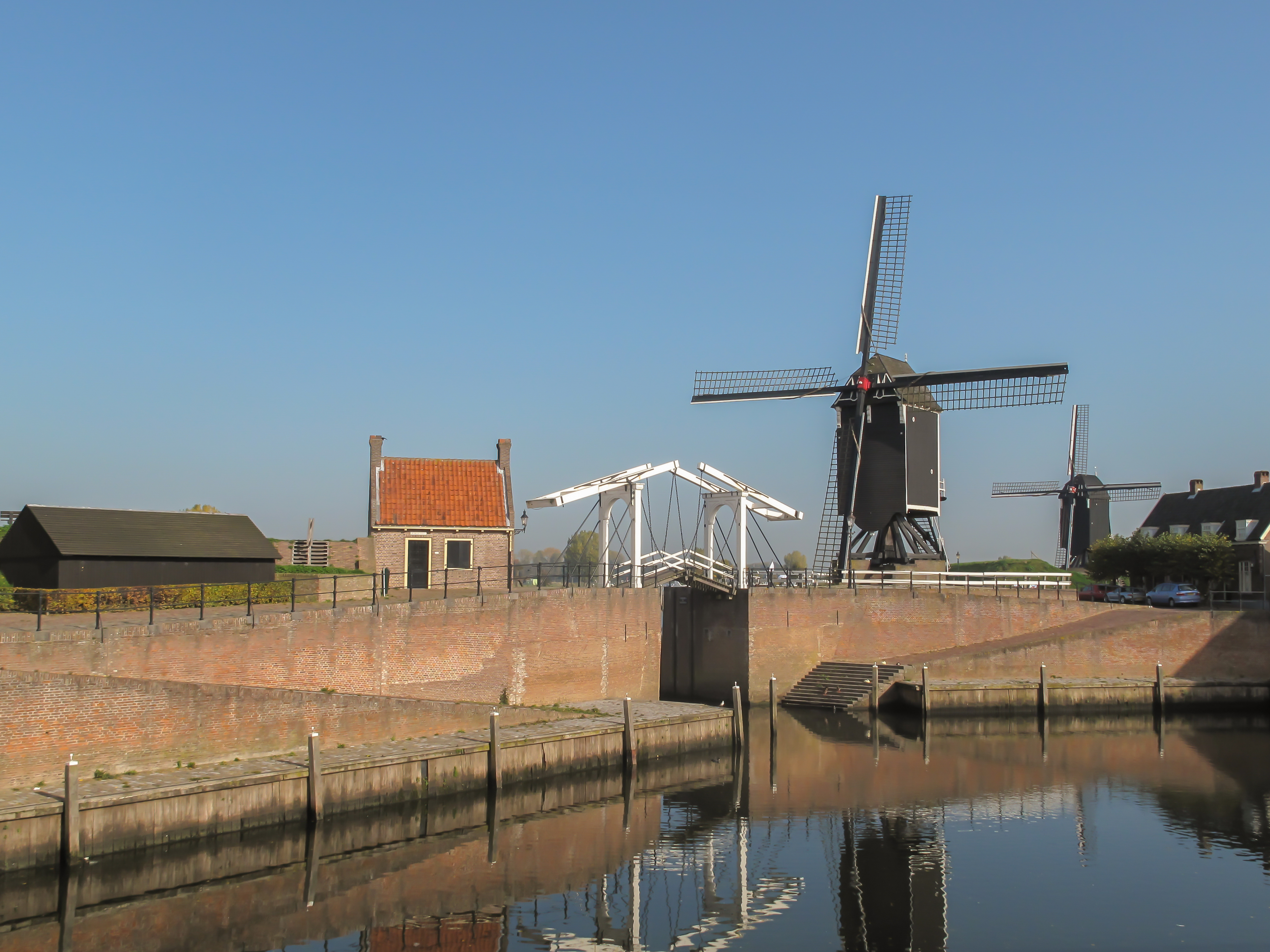
Вітряки і розвідний міст
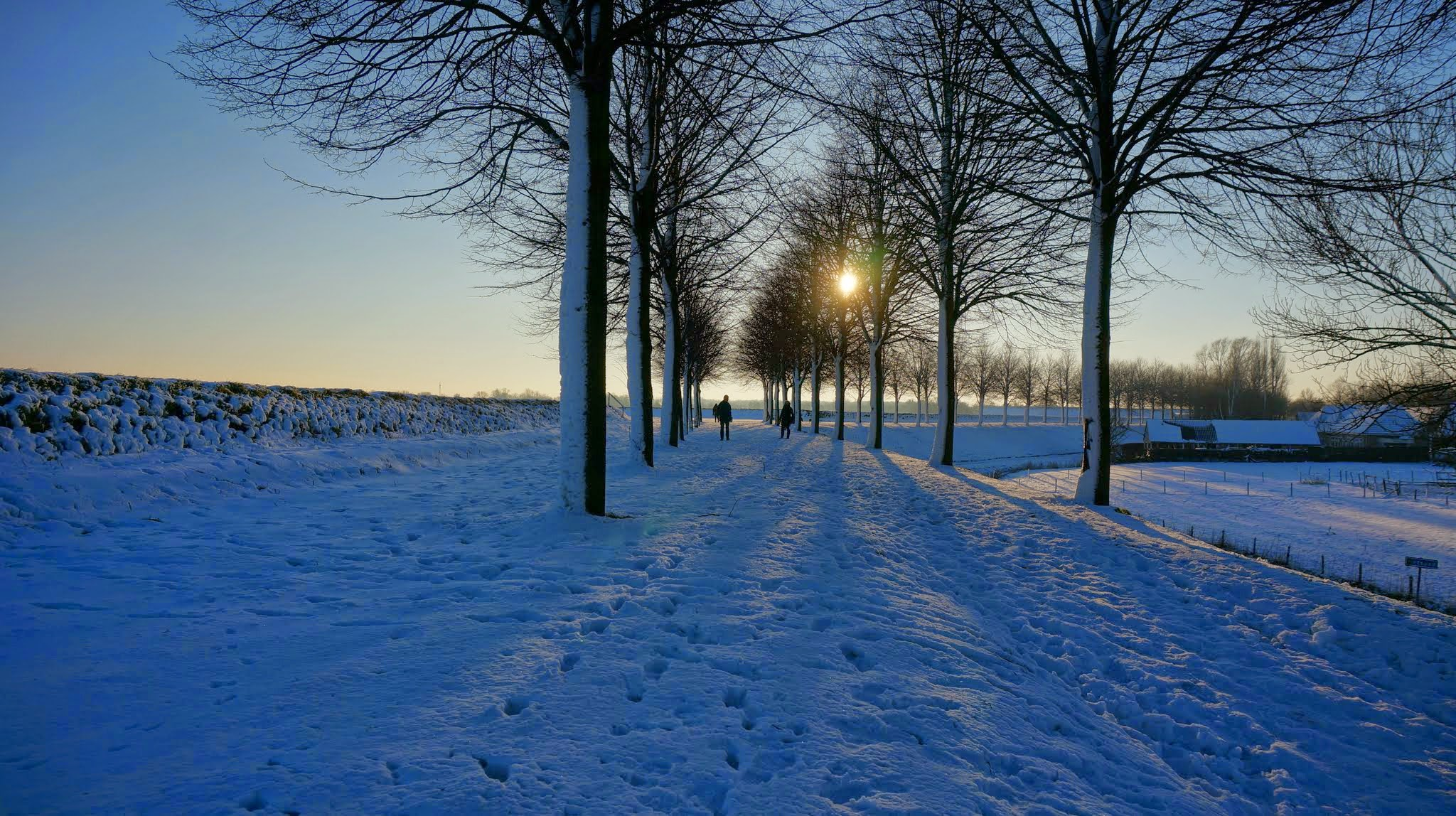
Околиці Гесдена взимку